# Perscheloribates brevipterus
Perscheloribates brevipterus är en kvalsterart som först beskrevs av Hammer 1962.  Perscheloribates brevipterus ingår i släktet Perscheloribates och familjen Scheloribatidae. Inga underarter finns listade i Catalogue of Life.